# Accept (억셉트의 음반)
| 전문가 평가 | 전문가 평가 |
| 평가 점수   | 평가 점수   |
| 출처        | 점수        |
| ----------- | ----------- |
| AllMusic    | [ 1 ]       |

《Accept》는 독일의 헤비 메탈 밴드 억셉트가 발매한 데뷔 스튜디오 음반이다. 1978년에 녹음되었고 1979년 초에 독일 레이블 브레인 레코드에서 발매되었다. 음반의 드럼은 프랭크 프리드리히가 연주하지만, 그는 전문적인 음악 경력을 추구하지 않기로 선택했고, 따라서 그의 자리는 음반 발매 직전에 스테판 카우프만이 차지했다. 베이시스트 피터 발테스는 〈Seawinds〉와 〈Sounds of War〉에서 리드 보컬을 맡았다.

## 배경
기타리스트 울프 호프만은 나중에 데뷔를 단순히 밴드가 형성기에 걸쳐 작업한 곡들의 모음으로 기억했고, 실질적인 초점은 없었다. "우리는 항상 연주했던 곡들을 연주했을 뿐입니다. 그것은 우리가 존재하는 첫 몇 달과 몇 년 동안 모아진 재료였고 모든 종류의 것들이 혼합되어 있었습니다." 그는 또한 그것이 약 3,000장이 팔렸다고 회상한다. 리드 보컬리스트 우도 디르크슈나이더는 "처음 녹음실에 들어갔을 때 자연스럽게 우리에게 매우 신났지만 동시에 실망스러웠다"며 그룹의 첫 번째 노력에 불만을 드러냈다. 억셉트는 더 나은 생산 가치와 향후 발매에 대한 더 응집력 있는 방향을 얻을 수 있었지만, 데뷔 전은 벨기에, 네덜란드, 그리고 프랑스와 같은 이웃 국가들과 처음으로 연주할 수 있는 중요한 초기 단계였다.

## 곡 목록
모든 곡들은 억셉트에 의해 작사/작곡하였다.
| #  | 제목                     | 재생 시간 |
| -- | ------------------------ | --------- |
| 1. | 〈Lady Lou〉             | 3:01      |
| 2. | 〈Tired of Me〉          | 3:13      |
| 3. | 〈Seawinds〉             | 4:29      |
| 4. | 〈Take Him in My Heart〉 | 3:30      |
| 5. | 〈Sounds of War〉        | 4:33      |

| #   | 제목                     | 재생 시간 |
| --- | ------------------------ | --------- |
| 6.  | 〈Free Me Now〉          | 2:59      |
| 7.  | 〈Glad to Be Alone〉     | 5:11      |
| 8.  | 〈That's Rock 'n' Roll〉 | 2:52      |
| 9.  | 〈Helldriver〉           | 2:40      |
| 10. | 〈Street Fighter〉       | 3:29      |